# Martine Jonckheere
Martine Jonckheere (Roeselare, 19 november 1956) is een Vlaamse actrice, vooral bekend van haar rollen in Familie en Verschoten & Zoon. 

## Carrière
Jonckheere speelde verschillende theater- en televisierollen. Ze kreeg een vaste rol in de eerste Vlaamse soap Familie die van start ging in 1991 op VTM. In 1998 stopte ze met die rol om zich meer toe te leggen op ander werk. In 1999 kreeg ze een hoofdrol in de serie Verschoten & Zoon. 
In 2001 was Jonckheere een van de deelnemers aan de Vlaamse Big Brother Vips. Ze poseerde ook naakt in het blad Cover. Jonckheere keerde in 2005 terug naar Familie. Doordat het moeilijk was om beide reeksen te combineren, had Jonckheere alleen nog een gastrol in het achtste en laatste seizoen van Verschoten & Zoon dat uitgezonden werd in 2007. In 2008 deed ze ook mee aan  het derde seizoen van Sterren op de Dansvloer samen met Arman Eranosjan. Ze haalde er de derde plaats.
Jonckheere werd in 2015 ontslagen uit Familie. Haar personage verdween in het begin van het 25e seizoen. In 2018 keerde ze terug voor een gastrol van bijna vier maanden. Op 9 april 2021 maakte Jonckheere opnieuw haar opwachting als Marie-Rose. Ditmaal bleef ze voor bijna een jaar in de serie. Haar personage verdween definitief op 21 maart 2022.

## Persoonlijk
Jonckheere is sinds 1979 getrouwd, maar heeft geen kinderen. Ze is de zus van Carmen Jonckheere, die in 1992 overleed aan borstkanker.
Begin juni 2006 kondigde Jonckheere in de media aan dat ze aan borstkanker leed. Ze besloot om (tijdelijk) te stoppen met de opnames voor Familie, om in behandeling te kunnen gaan. Na het verwijderen van een borst ging ze op de cover van de Dag Allemaal met naakt bovenlichaam. Eind juli 2006 maakte de actrice bekend dat ze aan de beterende hand was en hervatte ze de opnamen voor de serie Familie. Sinds 2013 is ze ambassadrice van vzw Think-Pink, de nationale borstkankervereniging. 